# Kashihon
kashihon (貸本) est un mot japonais qui désigne un livre ou magazine disponible à la location contre une somme modique. Ils étaient disponibles à la location dans différentes boutiques, notamment des librairies spécialisées, nommées kashihon ya (貸本屋).

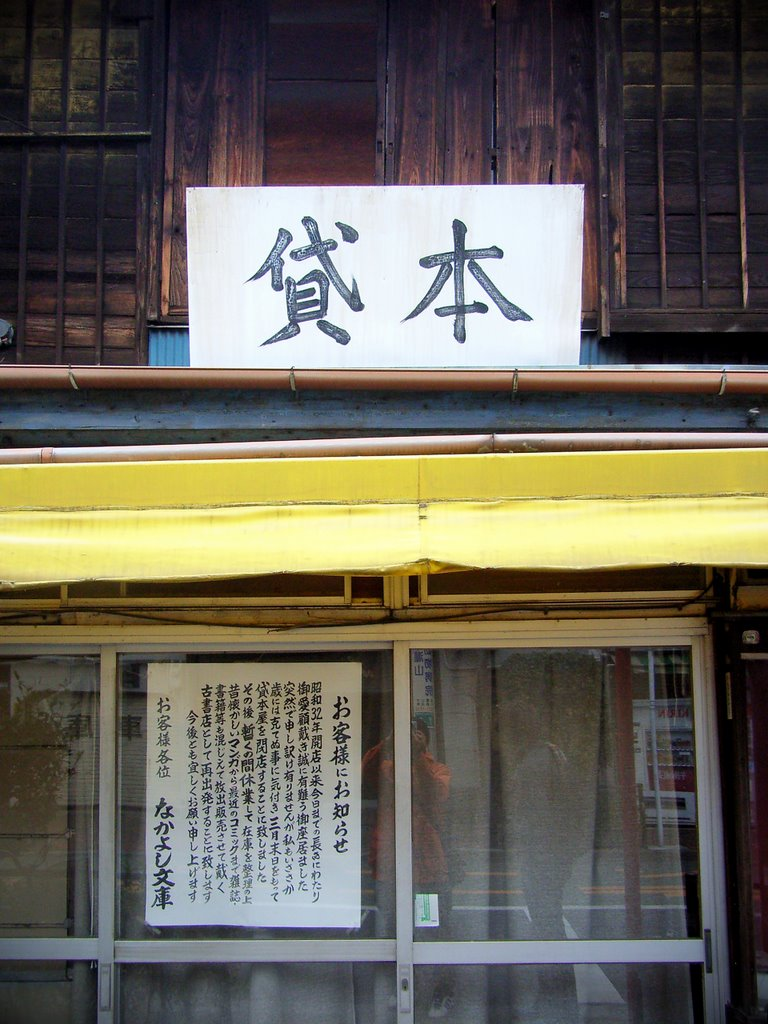
Ancienne kashihon ya, Nakayoshi Book.

Les kashihon apparaissent au Japon dans les années 1950, où ils rencontrent un vif succès auprès de la population. Ils permettent notamment un développement artistique du manga, qui se distingue alors de plus en plus de la bande dessinée occidentale. Mais ce type de livre subit un important déclin à partir de 1965, la majorité du marché de location disparaît alors dans les années qui suivent.

## Histoire
Les livres de location sont une pratique ancienne dans le Japon ; en 1949, une société du secteur basée à Kobe, Neo Shobo (ネオ書房), altère le modèle économique du kashihon en rendant la location des ouvrages moins complexe et plus abordable. Cette nouvelle formule rencontre le succès et est adoptée par les sociétés concurrentes ; le marché de la location profite particulièrement de la déflation économique en 1953-1954, qui pousse la population à économiser. En 1957 on dénombre ainsi pas moins de 3 000 kashihon ya dans la capitale du pays, Tokyo ; à l'apogée du médium, on estime qu'il y a environ 30 000 librairies réparties sur la totalité de l'archipel.
Les petites sociétés d'édition de kashihon offrent une plus grande liberté éditoriale que les grands groupes d'édition classiques. Ceci stimule la créativité, notamment dans le domaine du manga ; le style du gekiga apparaît dans le marché du kashihon avec le magazine à louer Kage cependant que le shōjo manga commence à y développer une identité stylistique propre ; des mangakas populaires comme Shōtarō Ishinomori ou Fujio Akatsuka y commencent leur carrière, dont un certain nombre comme Shigeru Mizuki ou Sampei Shirato viennent du secteur du kamishibai,.
Mais le marché du kashihon s'effondre rapidement à partir de la seconde moitié de la décennie 1960 : le secteur est de plus en plus concurrencé par la télévision, qui en 1965 a un taux de pénétration dans les foyers japonais de 90%, il est en outre critiqué par les autorités et les parents qui voient un mauvais œil la liberté éditoriale offerte par le médium, enfin la situation économique du pays devient particulièrement bonne, rendant la location obsolète par rapport à l'achat de livres.